# The Underminer
The Underminer is een fictieve superschurk. Hij verscheen voor het eerst in een cameo aan het eind van de Disney en Pixar film “The Incredibles”, en was de hoofdvijand in het computerspel “The Incredibles: Rise of the Underminer”. In de film en het spel werd zijn stem gedaan door John Ratzenberger. Zijn Nederlandse stem wordt gedaan door Pim Koopman in de eerste film, in de tweede film heeft Simon Zwiers zijn stem gedaan. The Underminer was de eerste schurk waarvan Ratzenberger de stem deed, en tevens zijn kleinste rol ooit.
The Underminer is net als veel andere elementen uit de film gebaseerd op de Fantastic Four strips. In zijn geval is hij een parodie op de superschurk Mole Man.

## The Incredibles
The Underminer verscheen voor het eerst aan het eind van de film op het moment dat de Parr familie het atletiekstadion verlaat. Hij verschijnt met een enorme tunnelgraver boven de grond en verklaart een oorlog aan de inwoners van Metroville: "Behold, the Underminer! I am always beneath you, but nothing is beneath me! I hereby declare war on peace and happiness! Soon, ALL will tremble before me!"
Terwijl hij zijn zin afmaakt kleden de Parrs zich om tot de Incredibles. De film eindigt hier, en het videospel gaat hier verder. In het spel blijkt de Underminer een groot robotleger te hebben. Mr. Incredible en Frozone volgen hem naar zijn schuilplaats en ontdekken dat de Underminer middels een machine de bovenwereld wil veranderen in een wereld waar hij zich meer thuis voelt.
Aan het eind van het spel komt de Underminer blijkbaar om in een explosie.